# Ritos funerarios del Antiguo Egipto

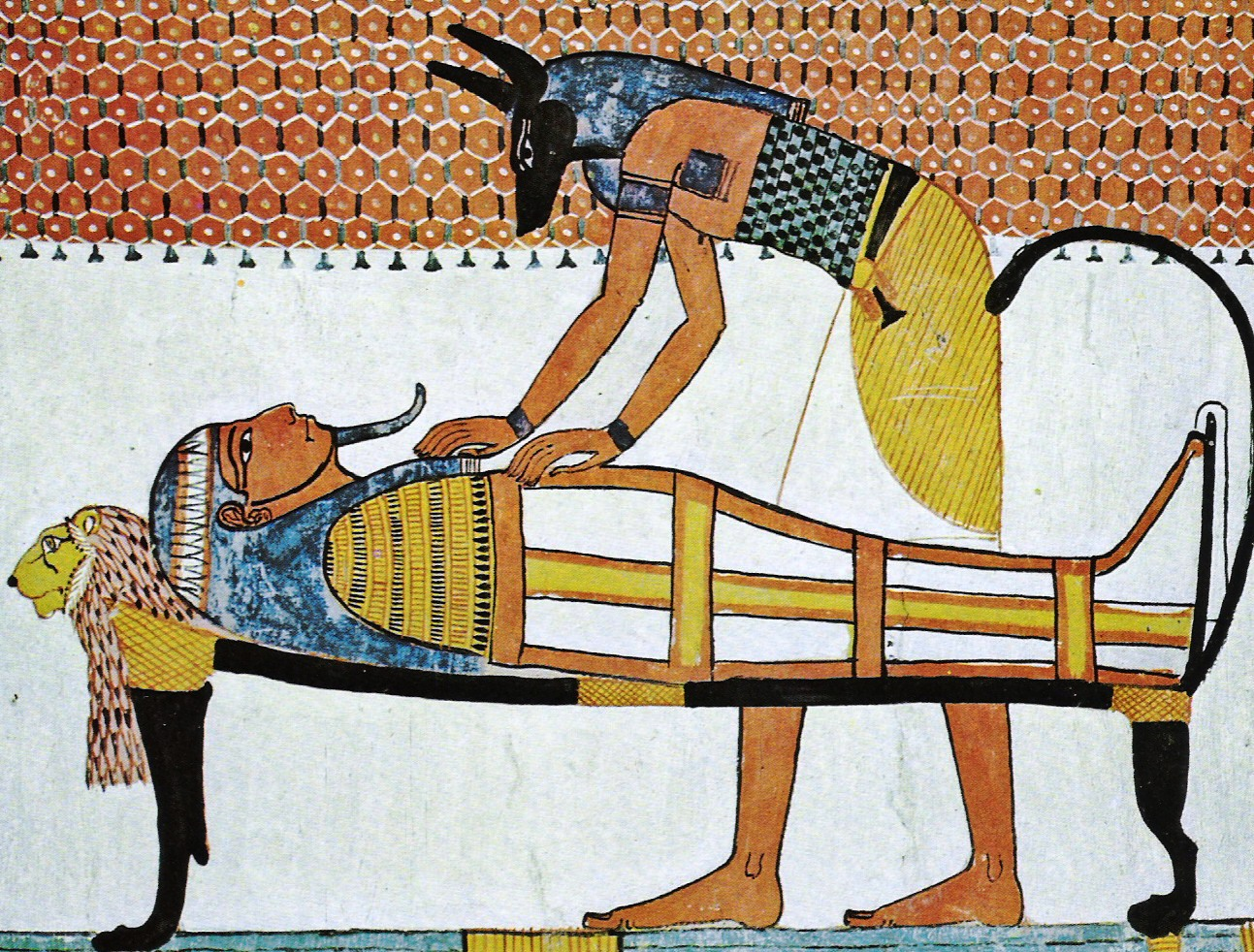
Anubis era el dios del Antiguo Egipto asociado a la momificación y con los rituales de enterramiento. Aquí aparece atendiendo a una Momia.

Dentro de las costumbres funerarias del Antiguo Egipto, seguían una elaborada serie de "rituales de enterramiento" que consideraban necesarios para asegurarse la inmortalidad tras la muerte. Estos rituales y protocolos incluían la momificación, la pronunciación de hechizos mágicos y la inclusión de objetos muy específicos en las tumbas, que se pensaba que serían necesarios en la otra vida, sobre todo en temas sexuales.
Las costumbres mortuorias utilizadas por los antiguos egipcios evolucionaron a lo largo de los años, descartándose las más antiguas y adquiriendo algunas nuevas, pero la mayoría de los elementos importantes del proceso persistieron. Aunque los detalles específicos cambiaron con el tiempo, la preparación del cuerpo, los rituales mágicos empleados y los objetos depositados en las tumbas eran las partes esenciales de un funeral egipcio apropiado.

## Razones
Mantener el cuerpo del individuo intacto tras la muerte era necesario para que el ka o la "fuerza vital" de los egipcios tuviera un sitio donde habitar tras la muerte. Los enterramientos pocos profundos en la arena caliente del desierto muchas veces servían como momificación; pero cuando los cuerpos se enterraban en tumbas, empezaban a descomponerse rápidamente. Los antiguos egipcios usaban la momificación para impedirlo.
La momificación comenzó a usarse durante el Antiguo Imperio, pero no se desarrolló por completo hasta el Nuevo Imperio. Continuó practicándose hasta la desaparición de la religión egipcia. Los servicios funerarios eran accesibles para cualquiera que pudiera pagarlos, aunque sólo los miembros de la sociedad más adinerados podían permitirse servicios más elaborados. La momificación sólo estuvo disponible para los ricos cuando los métodos se simplificaron y se hicieron más rápidos y menos costosos. El tiempo medio empleado para momificar a un rey o reina era de unos 78 días.

## Embalsamamiento

### Preservación de los cuerpos

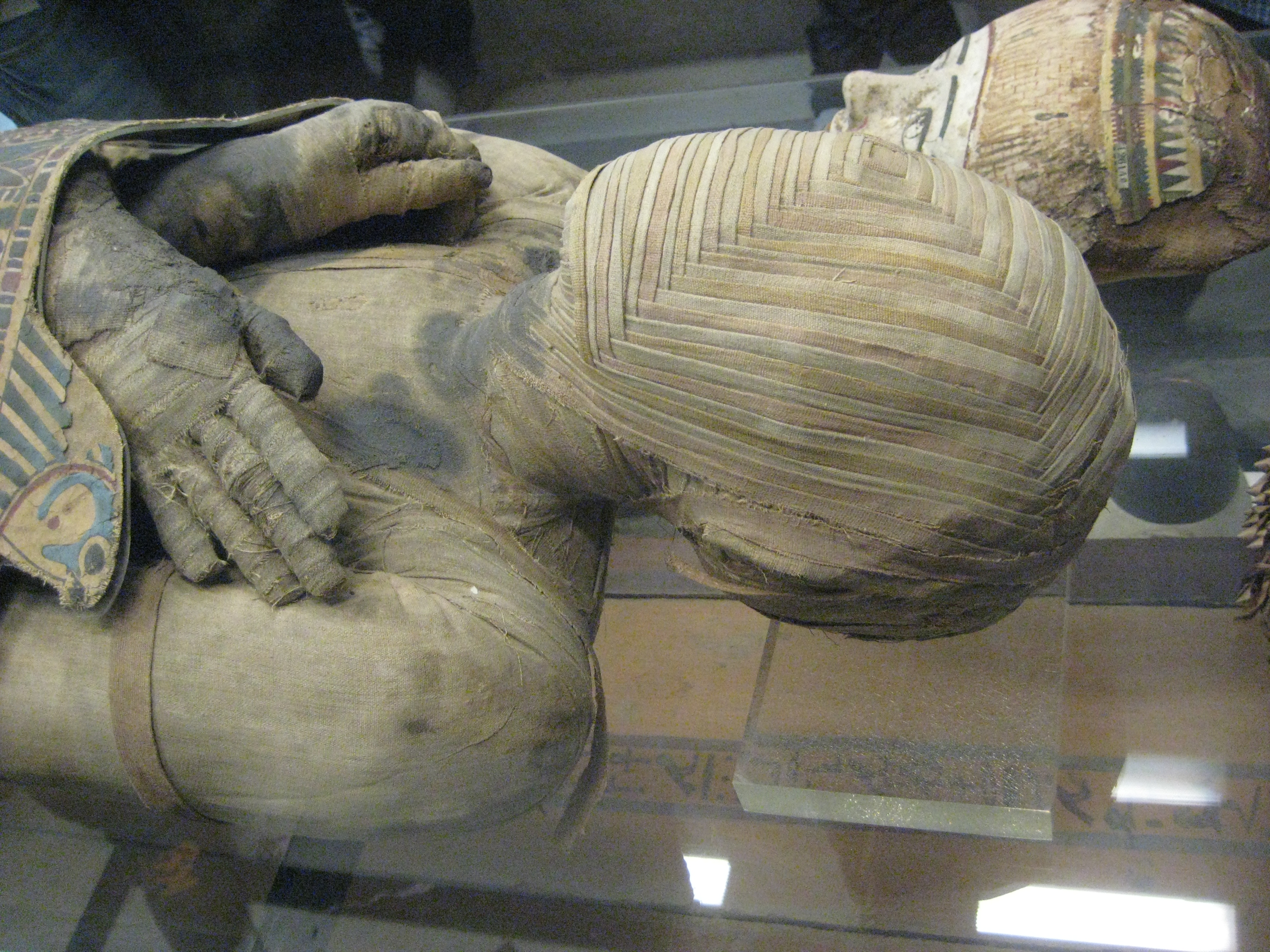
Momia en el Museo del Louvre.

Desde principios del III milenio a. C., los egipcios se preocupaban por conservar los cuerpos de sus muertos. Los primeros intentos se limitaron a la familia real. La momia real más antigua que se ha encontrado es la de Merenra I, de la VI Dinastía. El método utilizado era muy rudimentario. Los cuerpos se envolvían en telas empapadas en resina o yeso y se les pintaba la cara (entre 2600 y 2100 a. C.). La evisceración abdominal comenzó a practicarse en los primeros años de la IV Dinastía, en el cuerpo de la reina Heteferes I, por ejemplo, pero dista mucho de ser sistemática.
Las técnicas empezaron a ser más eficaces a partir del Reino Medio. La evisceración se hizo común durante la XII Dinastía (entre 1990 y 1784 a. C.), como demuestra la presencia de vasos canopos en las tumbas para recoger las vísceras momificadas. Cada vaso contenía un órgano específico, que se corresponde con un punto cardinal y a una entidad. Son cuatro, los llamados hijos de Horus: Amset, Hapi, Duamutef y Qebehsenuf.
A partir de la segunda mitad del II milenio a. C., la momificación alcanzó su máximo nivel. Durante el Imperio Nuevo y el Periodo Tardío, la momificación de los restos mortales de una persona de alto rango (rey, noble, sumo sacerdote) o de un animal sagrado como el toro Apis duraba setenta días. El día del fallecimiento, la familia confiaba el cuerpo a los embalsamadores, que lo depositaban en la "Tienda de la Purificación" para lavarlo y ungirlo. Durante cuatro días, la familia debía someterse a un ayuno estricto. Al quinto día del fallecimiento, el cuerpo del fallecido se depositaba en el uabet, o "sala de embalsamamiento":

"La duración de su vida en la tierra fue de sesenta y dos años, cinco meses y catorce días, cuando fue colocado en la sala de purificación (uabet) a cargo de las manos de Anubis. Todo lo que debe hacerse por todo gran difunto se hizo por él. Pasó setenta días en la "Casa Hermosa" (per nefer: lugar donde se momificaban los cadáveres). Se alegró de ser un bendecido (imaj) y fue llevado a su casa de eternidad, permaneciendo allí para siempre."
Texto grabado en una estatua de Osiris, Karnak, XXI Dinastía.

### Práctica

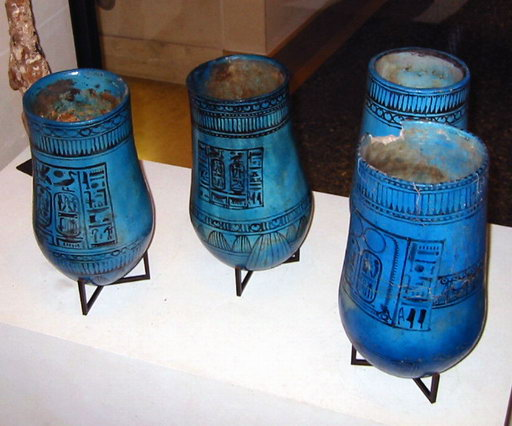
Vasos canopos con el nombre del faraón Ramsés II, Museo del Louvre.

Aunque no hay registros completos que documenten el proceso exacto que los egipcios usaban para momificar humanos, hay documentos que describen la momificación del sagrado toro Apis, que junto a las descripciones de Heródoto y el examen de las momias encontradas permite a los estudiosos deducir el proceso de momificación más probable.
Los egipcios pensaban que el corazón era el centro de la inteligencia, y la parte mágica del cuerpo.
La entrada del difunto en el uabet marcaba para la familia el inicio de un periodo de setenta días de luto marcado por un ayuno consistente en escasas comidas de pan, agua y verduras cocidas. En la mañana de este día, se colocaba el cuerpo sobre una tabla plana y se practicaba una incisión en el abdomen del difunto en el lado izquierdo para permitir que su alma-Ba ascendiera al cielo. En las momificaciones más elaboradas, el corte lo hacía un sacerdote llevando una máscara de Anubis, la deidad asociada con la momificación y guardián de la Necrópolis. Después, el cuerpo se lavaba por dentro y por fuera con vino de palma. A continuación, se evisceraba el cuerpo:

"Este augusto difunto debe ser acostado en el lado derecho sobre paja de trigo. Se practicará una incisión en el lado izquierdo del abdomen y, a continuación, se extraerán el hígado, el bazo, los pulmones y lo que quede dentro del vientre. El cortador. Él es quien hará el tratamiento en el lugar de embalsamamiento (uabet)".
Extracto del papiro médico del Louvre E.32847.

Una vez extraídos los órganos, se momificaban aparte y se introducían en vasos canopos. El corazón se dejaba intacto, ya que los egipcios creían que en él residía la esencia de la persona. Dado que los antiguos egipcios no conocían la función cognitiva del cerebro, lo extraían rompiendo la delgada capa de hueso que separa la cavidad nasal y la craneal. Para conseguirlo, introducían una vara en forma de garfio por la nariz, agitando el cerebro hasta que se volvía líquido y se vertía a través de la nariz. Después limpiaban la cavidad craneal con lino y la cubrían con resina caliente para sellarla. La cavidad corporal y las partes separadas se lavaban nuevamente con vino de palma.
Durante quince días, se secaba el cuerpo salándolo con natrón. El natrón deshidrataba el cuerpo, lo cual, junto a la alta concentración de sales, prevenía la aparición de bacterias y la descomposición del cadáver. La última noche de este periodo, el cadáver se introducía en un baño de un compuesto aceitoso denominado sefet para que todas las partes del cuerpo se impregnasen con él. A veces se podía utilizar acompañado del antiu, otra mezcla de aceites fragantes o alquitranes y grasas. El sefet era uno de los '7 aceites sagrados' que se usaban tanto en el embalsamamiento como en el ritual de 'apertura de la boca' y recientemente se ha conocido que era un ungüento oloroso, mezcla de grasas animales con aceite o alquitrán de enebro/ciprés.
Durante los siguientes treinta y cuatro días, el cuerpo era rodeado por una especie de caparazón impermeable hecho de una docena de capas de tiras pegajosas impregnadas en una solución caliente de grasa de vacuno, sefet, incienso y cera, a razón de una capa cada cuatro días, y cada nueva capa se secaba durante dos días. La momia seguía secándose otros veinte días, durante los cuales se la seguía vistiendo con un entrelazado de tiras protectoras y amuletos mágicos para proteger el cuerpo de espíritus malignos y ayudar al alma en su viaje a la otra vida. En el día 70 se completaba la momificación y el cuerpo se depositaba de nuevo en la "Tienda de Purificación", donde se sometía al ritual de apertura de la boca, una operación mágico-funeraria destinada a devolver los cinco sentidos al difunto. Al día siguiente, el cuerpo es trasladaba en procesión a la bóveda funeraria, su lugar de descanso eterno.

## Rituales de enterramiento y literatura funeraria

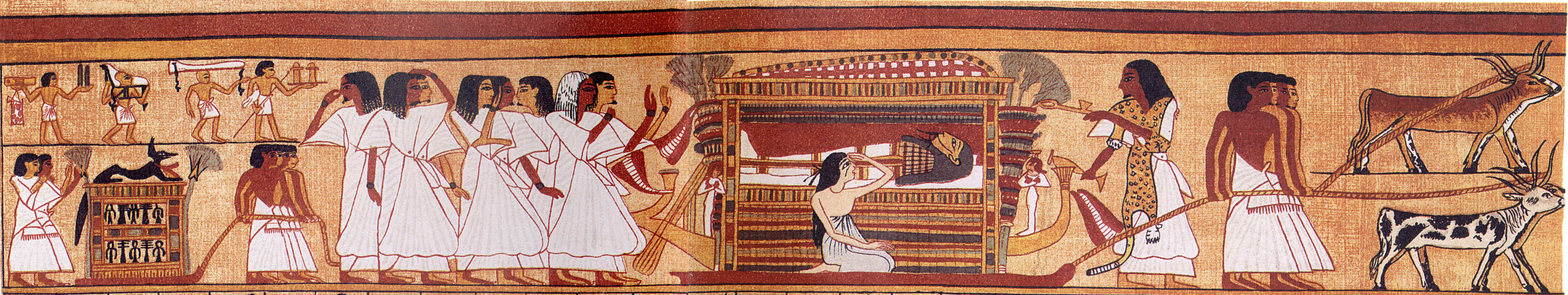
Procesión funeraria representada en el Libro de los muertos.

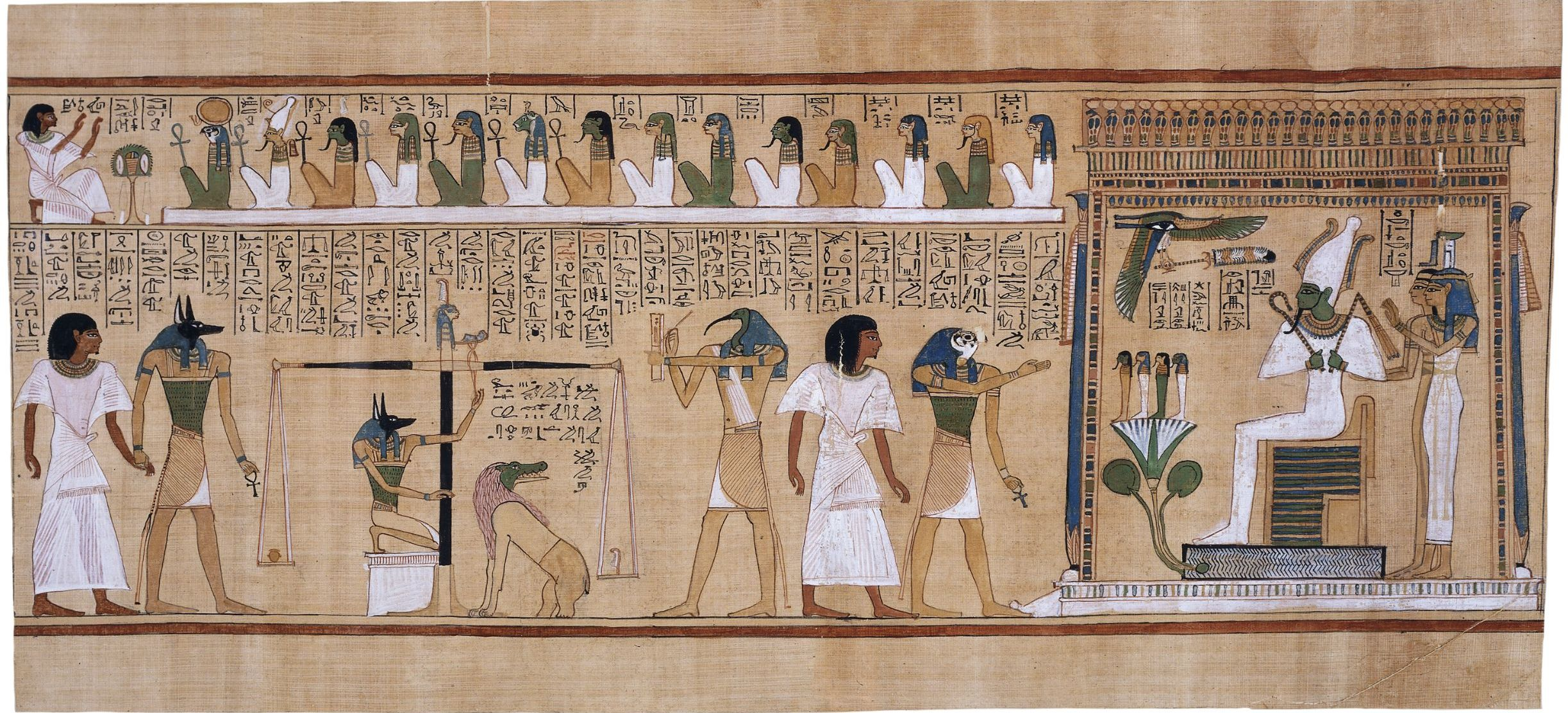
El Libro de los Muertos consistía en una colección de hechizos diseñados para guiar al fallecido en la otra vida.

Tras preparar la momia, era necesario que un sacerdote la reanimara simbólicamente. El "Ritual de la Apertura de la Boca" era dirigido por un sacerdote, quien pronunciaba un hechizo y tocaba a la momia o al sarcófago con una azuela de cobre o piedra. Esta ceremonia servía para asegurarse de que la momia pudiera hablar y respirar en la otra vida. Del mismo modo, el sacerdote podía recitar hechizos para reanimar los brazos, las piernas y otras partes del cuerpo de la momia.
Además del "Ritual de la Apertura de la Boca", a muchas momias se las enterraba junto a algún tipo de "literatura funeraria", para que la llevaran a la otra vida. La mayoría de esta literatura consistía en una lista de hechizos e instrucciones para navegar hacia la otra vida. Durante el Antiguo Imperio, sólo el faraón tenía acceso a este material, al que los expertos se refieren como los Textos de las Pirámides, textos que ayudaban al faraón en la otra vida. El faraón Unis fue el primero en usar esta colección de hechizos, ya que aparecen grabados en las paredes de su pirámide y en las de algunos de sus sucesores.
También se han encontrado algunos de los hechizos de los Textos de las Pirámides en cámaras funerarias de oficiales de alto rango y en muchos ataúdes que datan del Primer Periodo Intermedio de Egipto y el Imperio Medio. En esta época los textos evolucionaron hacia lo que los estudiosos llaman los Textos de los Sarcófagos. En este periodo, los nobles y algunos egipcios sin parentesco con la realeza empezaron a tener acceso a la literatura funeraria, que más tarde evolucionaría hasta dar lugar al conocido Libro de los Muertos. En tiempos del Nuevo Imperio, cualquier egipcio que pudiera permitirse un Libro de los Muertos disponía de los hechizos e instrucciones necesarios para llegar a la otra vida sano y salvo.

## Barcas Funerarias
Las barcas funerarias formaban parte de las prácticas funerarias de los egipcios, que las introducían en ciertas tumbas. El propósito exacto de este ritual ha sido motivo de debate entre los egiptólogos durante mucho tiempo, y a día de hoy nadie tiene claro que función tenía. Podría ser el transportarse en la vida eterna con más facilidad.

## Objetos Funerarios

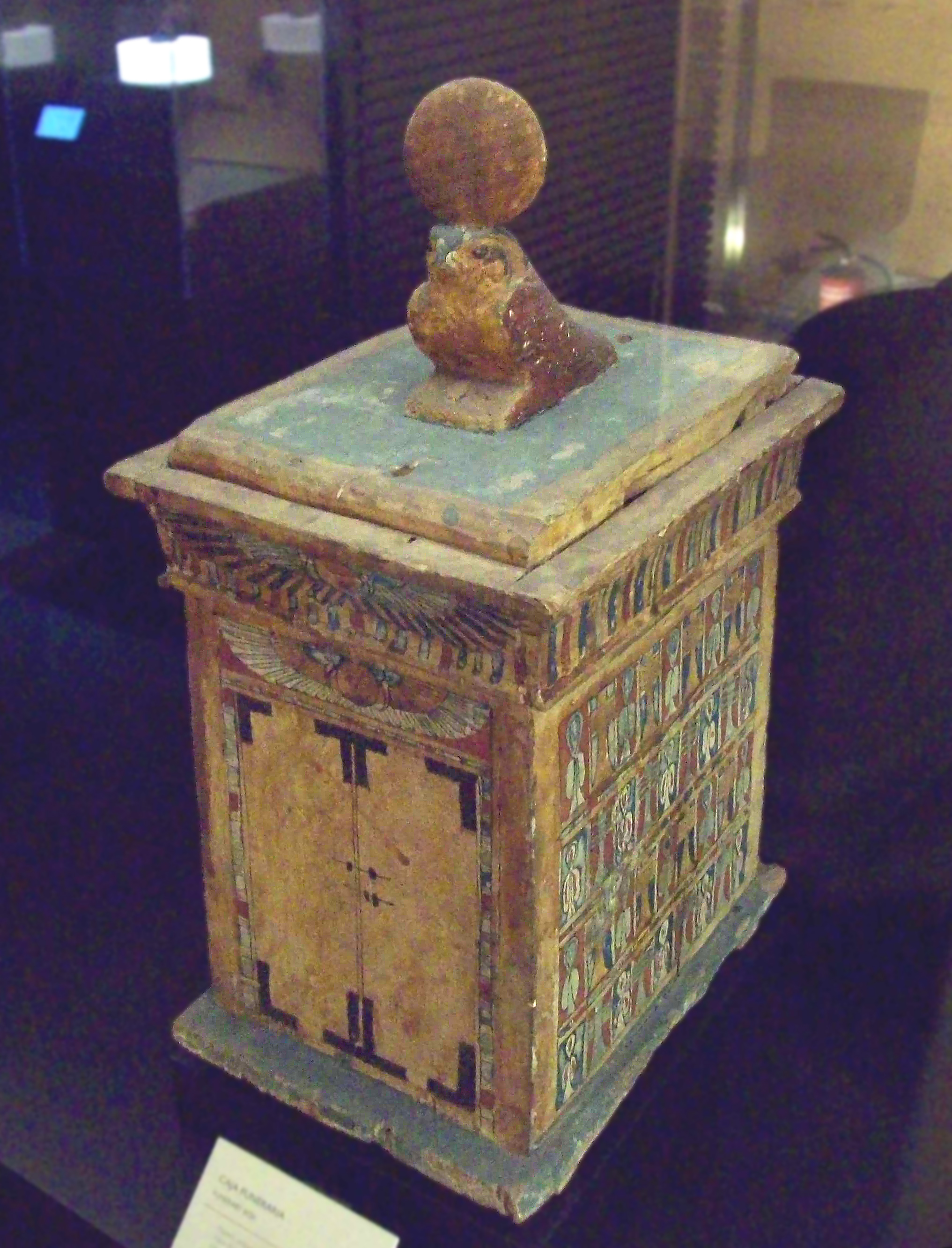
Caja funeraria del Período Tardío.

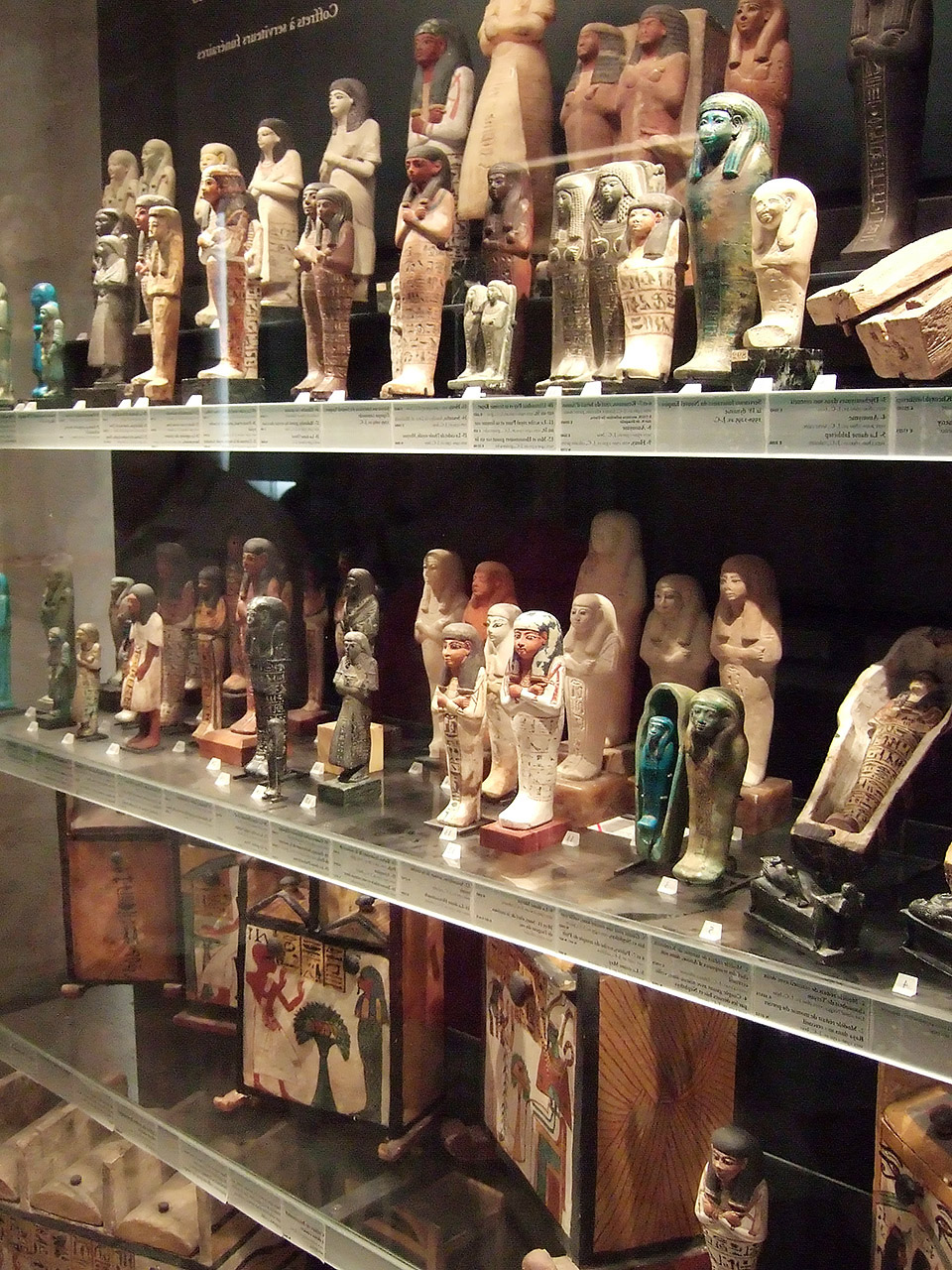
Una muestra de estatuas ushebti.

Desde los tiempos más remotos de la historia egipcia, cada egipcio se ha enterrado con al menos un pequeño ajuar funerario, un conjunto de objetos que pensaban que les serían necesarios tras la muerte. Este ajuar consistía, como mínimo, en una serie de objetos cotidianos como tazas o peines, entre otros utensilios, además de comida. Los egipcios más adinerados se enterraban con joyería, muebles, y otros artículos de lujo, los cuales atraían a los ladrones de tumbas. El ajuar también incluía un Urs, un amuleto con forma de almohada diseñado para proteger la cabeza de la momia. 
A medida que las tradiciones funerarias se desarrollaban en el Antiguo Imperio, los ciudadanos más acaudalados eran enterrados en ataúdes de madera, acompañados por una mayor variedad de artículos de lujo. Al comienzo del Primer Periodo Intermedio, las figuras de madera se convirtieron en objetos funerarios muy populares. Estas figuras normalmente representaban actividades cotidianas que el fallecido esperaba continuar haciendo en la otra vida. Además, el ataúd de forma rectangular se convirtió en el estándar, siendo adornado con brillantes pinturas e incluyendo con frecuencia algunas ofrendas.
En el Imperio Nuevo, algunas de las antiguas tradiciones funerarias cambiaron. Por ejemplo, se popularizó el ataúd de forma antropomórfica, y se empezaron a incluir en las tumbas pequeñas estatuas Ushebti, que los egipcios pensaban que trabajarían para ellos en la otra vida. En los últimos enterramientos, la cantidad estatuas ushebti aumentó; en algunas tumbas se han encontrado más de cuatrocientas estatuas. Además de los ushebti, se podía añadir a las tumbas muchos tipos de figurillas mágicas para proteger a los muertos de cualquier tipo de daño. Aunque los tipos de objetos funerarios fueron cambiando a lo largo de la historia del Antiguo Egipto, su función de proteger a los muertos y servirles como sustento en la otra vida permaneció como un propósito común.